# Isotta Fraschini D80

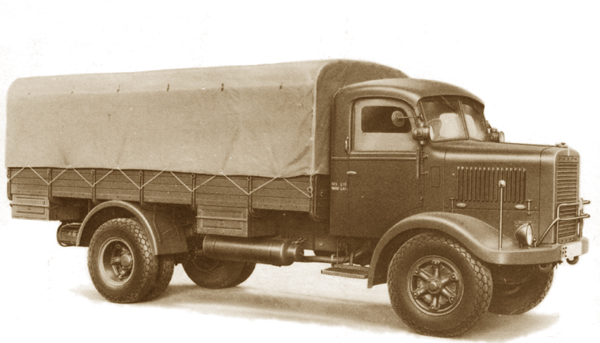
Camion Isotta Fraschini D80M (version militaire)

Pour les articles homonymes, voir D80.
L'Isotta Fraschini D80 était un camion lourd polyvalent, produit par le constructeur italien Isotta Fraschini à partir de 1934 jusque dans les années 1950.  

## Histoire
Dans les années 1930, l'entreprise milanaise Isotta Fraschini (IF), spécialisée dans la fabrication d'automobiles de grand luxe et de moteurs d'avions et de bateaux, commence la production de camions, avec le lancement, en 1934, du camion lourd D80 puis, en 1937 du moyen porteur Isotta Fraschini D65. 
Le constructeur italien lance, en 1935, une version militaire appelée Isotta Fraschini D80 NM, où NM signifie Nafta Militare - gasoil militaire. Ce modèle sera très rapidement adopté par le Regio Esercito dans ses versions porteur polyvalent et ambulance. Un grand nombre de ces véhicules sera utilisé dans la guerre civile espagnole. Ces deux modèles sont également connus sous l'appellation 1re série.
À la suite du décret ministériel italien instaurant, en 1937, les versions unifiées des véhicules industriels, qui imposait aux constructeurs une stricte standardisation de certaines caractéristiques : poids, charge utile, nombre d'essieux, vitesse, en prévision d'une éventuelle réquisition par l'armée du Roi d'Italie en cas de guerre, en 1939 le constructeur met en conformité ses deux véhicules et lance l'Autocarro unificato Isotta Fraschini D80 CO civil ainsi que la version militaire D80 COM, aussi connus comme 2de série.
Au lendemain de la seconde guerre mondiale, Isotta Fraschini lance la 3e série dans la seule version civile. 
En 1949 le constructeur brésilien Fàbrica Nacional de Motores - FNM, acquiert la licence de fabrication pour produire ce modèle au Brésil sous le nom FNM R-80, mais badgé FNM D-7300 lors de sa commercialisation.

## Technique
L'I.F. D80 était un camion lourd à 2 essieux, 4 × 2, avec un essieu arrière à roues jumelées. L'élégante cabine, dessinée par le carrossier italien Zagato, est du type à capot, avec le poste de conduite à droite, selon le code de la route italien. 
Le moteur diesel 4 temps est un 6 cylindres en ligne de 7 300 cm3 et développe 95 ch à 1 900 tours par minute. Le châssis à longerons, sur lequel une caisse en bois a été implantée de 6,5 tonnes de charge utile. L'empattement est de 4,10 m, la voie avant est de 1,78 m et la voie arrière de 1,77 m.
La version militaire D80 NM est identifiable par sa cabine très carrée, avec une finition plus spartiate, selon le cahier des charges de l'armée, et par l'utilisation de pneumatiques de dimensions spéciales ou des semi-pneumatiques "Celerflex". À partir de cette version, le Regio Esercito fit équiper une version de dépannage avec une grue de soulèvement à la place de la caisse.

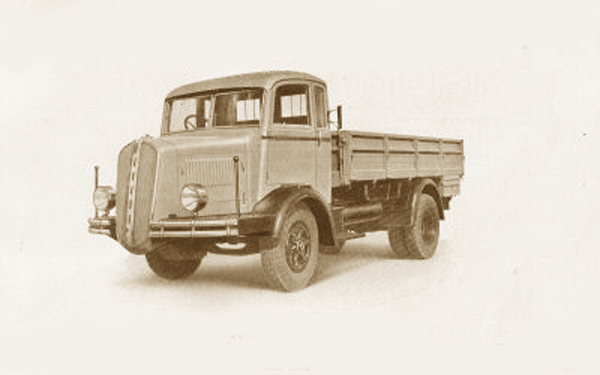
Isotta Fraschini D80 CO (1939)

Les modèles D80 CO et D80 COM, selon les dispositions gouvernementales, bénéficient d'une consommation en nette baisse et comportent un servofrein à air comprimé. Extérieurement, les versions D80 CO civile et COM militaire disposent de la même cabine arrondie mais se distinguent au niveau de la calandre. Le modèle civil a une forme ovale tandis que la version militaire est rectangulaire. De plus, alors que la version civile est équipée d'un démarreur électrique, la version militaire conserve un démarreur manuel à manivelle. ce ne sera qu'après la guerre que la version militaire sera également équipée d'un démarreur électrique.
Le D80 CO "3e série" de l'après guerre reprend la calandre caractéristique avec les 5 barres inox longitudinales de la première version.

## La version militaire IF D 80 NM - Notes historiques
C'est en 1911 que débute l'histoire des camions Isotta Fraschini avec les premières commandes militaires pour la campagne de Libye, de la part du Roi d'Italie. Après une pause, en 1934 la production de camions redémarre pour le transport civil des marchandises mais aussi sur commande militaire pour la guerre en Afrique. 
En 1934, Isotta-Fraschini lance le modèle lourd D80 équipé d'un moteur diesel à injection, dont la version militaire D80 NM avec NM pour Nafta Militare - gasoil militaire. Cette version 1re série, fut utilisée durant la Guerre civile espagnole dans le corps du "C.T.V. - Corps des Troupes Volontaires" de Mussolini. 
À la suite du décret de 1937 sur l'unification des caractéristiques, le modèle fut révisé dans ses versions civile et militaire (D80 COM). Plus tard, avec la seconde série, la consommation du « D80 » sera nettement réduite et sera doté d'un servofrein à air comprimé. Après la seconde guerre mondiale, la production du « D80 » se poursuivra avec l'apparition de la « 3e série » en version civile uniquement. Elle se distingue grâce aux pare-chocs modifiés et à ses phares encastrés. L'exemplaire exposé au Musée de l'Industrie et du Travail de Saronno est un des modèles expédié en Libye, au vu du numéro de châssis. Il aurait été attribué au CSIR et au 120° Régiment d"Artillerie Motorisé qui a combattu lors de la bataille de El Alamein, en Égypte, en 1942.

## Caractéristiques
- Empattement : 4,10 m
- Voie avant : 1,78 m
- Voie arrière : 1,77 m
- Poids à vide : 5,500 kg
- Rayon de braquage : 7,00 m
- Charge utile : 6,500 kg
- Pentes maxi : 28 %
- Vitesse maxi : 45 km/h
- Autonomie 370 km avec un  réservoir de 125 litres[3].

## La version brésilienne FNM D-7300
À la suite d'un accord de développement économique et industriel signé en 1949 entre le Brésil et l'Italie, le constructeur italien Isotta Fraschini délivra à F.N.M. une large assistance pour créer une usine destinée à la fabrication de camions lourds. Le constructeur italien fournit l'outillage, le savoir-faire et les licences de fabrication de ses modèles. 
Le modèle choisi pour être produit au Brésil est l'Isotta Fraschini D80 qui est badgé FNM R-80 dans un premier temps puis, FNM D-7300. Environ 200 exemplaires de ce modèle ont été assemblés au Brésil en CKD. Ce sera le premier camion brésilien. 
N'ayant pas pu supporter l'important effort de guerre, Isotta Fraschini sera mis en faillite en fin d'année 1951. La coopération avec FNM s'arrêta donc mais le constructeur brésilien trouva en Alfa Romeo V.I. un nouvel associé pour lui fournir les licences de fabrication nécessaires.